# لنه وا
لنه وا (به لاتین: Lenewa) یک منطقهٔ مسکونی در سری‌لانکا است که در استان جنوبی (سری‌لانکا) واقع شده‌است.